# Шемрук, Андрей Сергеевич
Андре́й Серге́евич Шемру́к (бел. Андрэй Сяргеевіч Шамрук; род. 27 апреля 1994, Брест) — белорусский футболист, полузащитник мозырской «Славии».

## Клубная карьера
Начинал футбольную карьеру в «Динамо-Брест». С 2011 года начал выступать за дублирующий состав в турнире дублёров. 19 июня 2012 года дебютировал за главную команду в чемпионате Беларуси. Шемрук вышел в стартовом составе и провёл на поле всю встречу, которая завершилась вничью 1:1. В августе 2013 года в кубковом матче с «Неманом» получил травму, вынужденно пропустил остаток сезона. В следующем сезоне лишь изредка попадал в состав, приняв участие только в четырёх матчах. 29 апреля 2015 года забил первый гол за «Динамо-Брест». В ответной игре 1/2 финала Кубка страны Шемрук вышел на поле на 78-й минуте вместо Юрия Павлюковца, а через три минуты забил единственный мяч своей команды, что, однако, не спасло от поражения (1:2).
Вторую половину сезона-2015 провёл на правах аренды в «Барановичах». Дебютировал составе клуба в первой лиге 9 августа в домашней игре со «Звездой-БГУ». В общей сложности Шемрук провёл за клуб 13 матчей. По окончании аренды вернулся в «Динамо-Брест». В декабре 2015 года из-за многомесячной задолженности по зарплате контракт с клубом был расторгнут, и Шемрук получил статус свободного агента.
4 марта 2016 года подписал контракт со «Смолевичами-СТИ», выступавшими также в первой лиге. В команде провёл два сезона, приняв участие в 46 играх во всех турнирах, в которых забил четыре мяча. По итогам сезона 2017 года «Смолевичи» заняли второе место в турнирной таблице и завоевали право на будущий год выступать в Высшей лиге.
В январе 2018 года перешел в клуб «Минск», подписав контракт на один год. Дебютировал за клуб в Высшей лиге 30 марта в дерби с «Лучом». В матче третьего тура со своей бывшей командой «Смолевичи» получил травму, был заменён уже на 30-й минуте встречи. Восстановление после травмы заняло полгода. На поле Шемрук появился вновь только в октябре. В январе следующего года подписал новый контракт с командой. Во второй половине 2019 года стал чаще выходить в стартовом составе, а в 2020 году появлялся на поле нерегулярно.
В январе 2021 года перешёл в «Витебск», где закрепился в стартовом составе. В январе 2022 года стало известно, что защитник покидает витебский клуб. Вскоре стал тренироваться с брестским «Динамо» и в феврале официально пополнил состав клуба. В январе 2023 года футболист продлил контракт с брестским клубом на сезон. В июле 2023 года футболист покинул брестский клуб.
В июне 2023 года футболист присоединился к мозырской «Славии».
В феврале 2025-го заключил контракт с «Гомелем».

## Карьера в сборных
Выступал за юношескую и молодёжную сборную Беларуси.

## Достижения
Смолевичи-СТИ
- Серебряный призёр Первой лиги: 2017

## Статистика выступлений

### Клубная статистика
| Выступление      | Выступление      | Выступление      | Лига | Лига | Кубки | Кубки | Конт. кубки | Конт. кубки | Итого | Итого |
| Клуб             | Лига             | Сезон            | Игры | Голы | Игры  | Голы  | Игры        | Голы        | Игры  | Голы  |
| ---------------- | ---------------- | ---------------- | ---- | ---- | ----- | ----- | ----------- | ----------- | ----- | ----- |
| Динамо-Брест     | Высшая лига      | 2012             | 17   | 0    | 2     | 0     | 0           | 0           | 19    | 0     |
| Динамо-Брест     | Высшая лига      | 2013             | 13   | 0    | 3     | 0     | 0           | 0           | 16    | 0     |
| Динамо-Брест     | Высшая лига      | 2014             | 4    | 0    | 0     | 0     | 0           | 0           | 4     | 0     |
| Динамо-Брест     | Высшая лига      | 2015             | 13   | 0    | 5     | 1     | 0           | 0           | 18    | 1     |
| Динамо-Брест     | Итого            | Итого            | 47   | 0    | 10    | 1     | 0           | 0           | 57    | 1     |
| Барановичи       | Первая лига      | 2015             | 13   | 0    | 0     | 0     | 0           | 0           | 13    | 0     |
| Барановичи       | Итого            | Итого            | 13   | 0    | 0     | 0     | 0           | 0           | 13    | 0     |
| Смолевичи-СТИ    | Первая лига      | 2016             | 16   | 3    | 0     | 0     | 0           | 0           | 16    | 3     |
| Смолевичи-СТИ    | Первая лига      | 2017             | 28   | 1    | 2     | 0     | 0           | 0           | 30    | 1     |
| Смолевичи-СТИ    | Итого            | Итого            | 44   | 4    | 2     | 0     | 0           | 0           | 46    | 4     |
| Динамо-Брест     | Высшая лига      | 2018             | 8    | 0    | 0     | 0     | 0           | 0           | 8     | 0     |
| Динамо-Брест     | Высшая лига      | 2019             | 17   | 0    | 1     | 0     | 0           | 0           | 18    | 0     |
| Динамо-Брест     | Высшая лига      | 2020             | 7    | 0    | 1     | 0     | 0           | 0           | 8     | 0     |
| Динамо-Брест     | Итого            | Итого            | 32   | 0    | 2     | 0     | 0           | 0           | 34    | 0     |
| Витебск          | Высшая лига      | 2021             | 24   | 0    | 1     | 0     | 0           | 0           | 25    | 0     |
| Витебск          | Итого            | Итого            | 24   | 0    | 1     | 0     | 0           | 0           | 25    | 0     |
| Всего за карьеру | Всего за карьеру | Всего за карьеру | 160  | 4    | 15    | 1     | 0           | 0           | 175   | 5     |